# Leichtathletik-Team-Europameisterschaft 2014
| 5. Leichtathletik-Team-Europameisterschaft            | 5. Leichtathletik-Team-Europameisterschaft | 5. Leichtathletik-Team-Europameisterschaft | 5. Leichtathletik-Team-Europameisterschaft |
| ----------------------------------------------------- | ------------------------------------------ | ------------------------------------------ | ------------------------------------------ |
|                                                       |                                            |                                            |                                            |
| Resultate Superliga (Endstand nach 40 Entscheidungen) |                                            |                                            |                                            |
| Braunschweig – 21./22. Juni 2014 Eintracht-Stadion    |                                            |                                            |                                            |
| Platz                                                 | Land                                       | Land                                       | Punkte                                     |
| 01                                                    | Deutschland                                | Deutschland                                | 378,0                                      |
| 02                                                    | Polen                                      | Polen                                      | 305,0                                      |
| 03                                                    | Großbritannien                             | Großbritannien                             | 292,5                                      |
| 04                                                    | Frankreich                                 | Frankreich                                 | 291,0                                      |
| 05                                                    | Ukraine                                    | Ukraine                                    | 282,9                                      |
| 06                                                    | Russland                                   | Russland                                   | 250,5                                      |
| 07                                                    | Italien                                    | Italien                                    | 250,5                                      |
| 08                                                    | Spanien                                    | Spanien                                    | 232,5                                      |
| 09                                                    | Schweden                                   | Schweden                                   | 224,0                                      |
| 10                                                    | Tschechien                                 | Tschechien                                 | 220,5                                      |
| 11                                                    | Niederlande                                | Niederlande                                | 213,0                                      |
| 12                                                    | Türkei                                     | Türkei                                     | 136,5                                      |
| ← Gateshead 2013                                      | ← Gateshead 2013                           | Tscheboksary 2015 →                        | Tscheboksary 2015 →                        |
|  abgestiegen in die 1. Liga der nächsten Team-EM      |                                            |                                            |                                            |

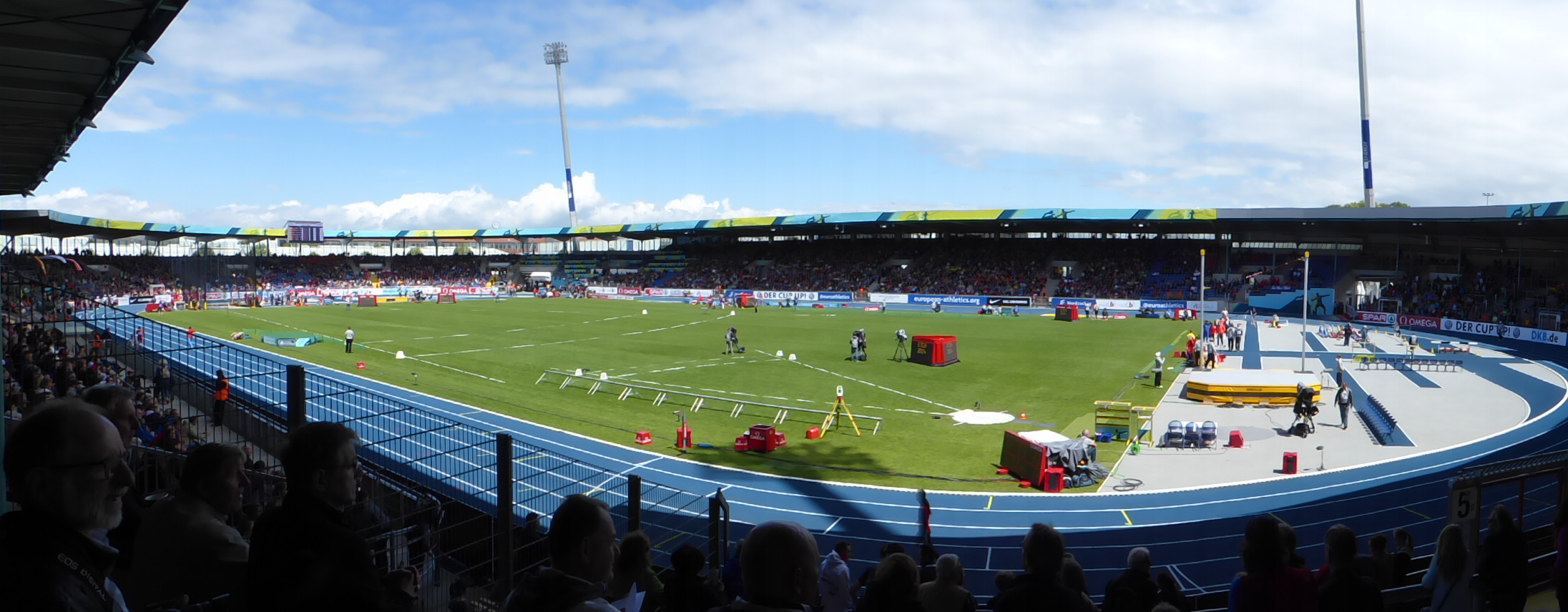
Das Braunschweiger Eintracht-Stadion am zweiten Wettkampftag der Team-EM 2014

Die 5. Leichtathletik-Team-Europameisterschaft (englischer Sponsorenname: 5th SPAR European Team Championships), kurz auch Team-EM, wurde am 21. und 22. Juni 2014 im Eintracht-Stadion der deutschen Stadt Braunschweig ausgetragen und umfasste vierzig Disziplinen (20 Männer, 20 Frauen).
Parallel wurden die Wettbewerbe der drei darunter gestuften Ligen ausgetragen:
- 1. Liga in Tallinn (Estland)
- 2. Liga in Riga (Lettland)
- 3. Liga in Tiflis (Georgien)

Die insgesamt vier Ligen setzten sich aus folgenden Nationen zusammen:
- Superliga (12 Teams): Deutschland, Frankreich, Großbritannien, Italien, Niederlande, Polen, Russland, Schweden, Spanien, Tschechien, Türkei, Ukraine
- Erste Liga (12 Teams): Belarus, Belgien, Estland, Finnland, Griechenland, Irland, Litauen, Norwegen, Portugal, Rumänien, Slowenien, Ungarn
- Zweite Liga (8 Teams): Bulgarien, Dänemark, Kroatien, Lettland, Österreich, Schweiz, Serbien, Slowakei
- Dritte Liga (15 Teams): AASSE (kombiniertes Team „kleiner Länder“ mit Gibraltar, Liechtenstein, Monaco und San Marino), Albanien, Andorra, Armenien, Aserbaidschan, Bosnien und Herzegowina, Georgien, Island, Israel, Luxemburg, Malta, Moldawien, Montenegro, Nordmazedonien, Zypern

## Modus
Jede Nation war in jeder Disziplin durch jeweils einen Athleten bzw. eine Staffel vertreten. Auch die Wertungssystematik wurde angewendet wie zuvor: Die Nation des Siegers einer Disziplin erhält in der Team-EM jeweils eine mit der Zahl der Teilnehmer identische Punktzahl, abnehmend bis zur Nation des Letztplatzierten mit einem Punkt.
Die gemeinsame Wertung für Männer und Frauen fand auch hier in Braunschweig Anwendung.
Auch das System des Auf- bzw. Abstiegs zur Festlegung der Teilnehmer in den einzelnen Ligen wurde fortgesetzt. Für die Superliga wurden drei Absteiger festgelegt, in Liga 1 gab es entsprechend drei Aufsteiger, absteigen mussten dort zwei Teams. So stiegen aus Liga 2 ebenfalls zwei Nationen auf. Zwei Mannschaften wurden als Absteiger in die 3. Liga festgelegt. Die unterste Klasse ermittelte folgerichtig zwei Aufsteiger.
Die zur Straffung der Veranstaltung im Europacup 1997 eingeführte Praxis mit Regeländerungen wurde nun unverändert aus dem Jahr 2011 angewendet:
- Vertikale Sprünge: Wie üblich erfolgt das Ausscheiden nach drei Fehlversuchen bei einer Höhe. Darüber hinaus ist der Wettkampf für jeden Springer nach insgesamt vier individuellen Fehlversuchen beendet. Steht ein Springer als Sieger fest, darf er so lange weiterspringen, bis er drei Fehlsprünge hintereinander aufweist.
- Horizontale Sprünge/Kugelstoßen/Wurfdisziplinen: Jeder Athlet hat nur maximal vier Versuche. Alle Sportler erreichen die dritte Runde. Die vier danach Bestplatzierten erhalten einen weiteren Versuch. Alle Teilnehmer mit mindestens einem gültigen Versuch erhalten Punkte.

Bei den Läufen, die auf der gesamten Distanz in Bahnen zu absolvieren waren (100, 200, 400 Meter, 100 Meter Hürden, 110 Meter Hürden, 400 Meter Hürden, Staffeln) und die deshalb in zwei Teilrennen ausgetragen werden mussten, wurde die Reihenfolge vom letzten Jahr beibehalten, das heißt zuerst fand der jeweils stärker besetzte Lauf statt.

## Die Team-Europameisterschaft 2014
Der Wettbewerbskatalog blieb weiter unverändert.
Im Laufe der Jahre wich der Austragungsrhythmus der Team-EM ab von dem des früheren Europacups, der zuletzt jährlich stattgefunden hatte. In Jahren mit Leichtathletik-Europameisterschaften fand die Team-EM nur statt, wenn es in derselben Saison keine Olympischen Spiele gab. Nach 2014 wurde dann in allen Jahren mit Leichtathletik-Europameisterschaften keine Team-EM mehr ausgetragen.
Wie schon bei den beiden letzten Austragungen war die Team-EM nicht vom Wetter begünstigt. Die Athleten sahen sich konfrontiert mit kühlen Bedingungen und stürmischen Winden. Die deutsche Mannschaft wurde intensiv unterstützt vom heimischen Publikum, was zu manchen überraschenden Erfolgen deutscher Sportler führte – zum Beispiel über 800 Meter zu einem Spurtsieg durch Timo Benitz über die deutlich höher eingeschätzten Adam Kszczot und Pierre-Ambroise Bosse.
Für Aufregung sorgte die Disqualifikation der deutschen 4-mal-100-Meter-Staffel der Frauen wegen eines vermeintlichen Wechselfehlers. Doch nach einem Protest und der Prüfung des Videomaterials wurde das Quartett wie im ursprünglichen Einlauf auf den fünften Rang platziert.
Einige starke Leistungen waren trotz der widrigen Bedingungen zu verzeichnen. Im 3000-Meter-Frauenrennen setzte sich die Niederländerin Sifan Hassan fünfhundert Meter vor dem Ziel ab und siegte nach einer Schlussrunde von 58,93 s in 8:45,24 min. Der deutsche Kugelstoßer David Storl erzielte 21,20 m, der Französin Mélina Robert-Michon gelangen 65,51 m im Diskuswurf. Der russische 110-Meter-Hürdenläufer Sergei Schubenkow erzielte 13,20 s und gewann mit einer Hundertstelsekunde Vorsprung vor dem Briten William Sharman. Die Französin Cindy Billaud erreichte über 100 Meter Hürden nach 12,66 s das Ziel. Stark waren auch die Leistungen der drei Deutschen Malaika Mihambo (6,90 m im Weitsprung), Robert Harting (Diskuswurf: 67,42 m), Betty Heidler (Hammerwurf: 74,63 m). Der Franzose Jimmy Vicaut gewann das Rennen über 100 Meter in 10,03 s, verletzte sich dabei jedoch mit den letzten Schritten, sodass er seiner Sprintstaffel nicht zur Verfügung stand, die dann in ihrem Rennen disqualifiziert wurde.
Nun schon zum dritten Mal in Folge wurde das mit Abschluss der Veranstaltung ermittelte Endergebnis durch nachträglich erfolgte Disqualifikationen von Dopingbetrügern beeinträchtigt – siehe Abschnitt „Doping“ unten. Es gab Verschiebungen in der Reihenfolge, alle Punktwerte änderten sich ganz erheblich. Titelverteidiger Deutschland jedoch lag diesmal gleich nach Beendigung der Veranstaltung wieder ganz vorn. Das zunächst zweitplatzierte Russland dagegen wurde auf Rang sechs zurückgestuft, Frankreich von Platz drei auf den vierten Rang. Polen (zunächst Vierter) und Großbritannien (zunächst Fünfter) rückten um jeweils zwei Plätze nach vorn. Auf den Abstiegsplätzen gab es zwar auch Verschiebungen, doch in diesem Jahr wie bei der letzten Austragung in Gateshead nur durch den Tausch von Rängen untereinander, sodass es nicht wie 2011 in Stockholm zu Benachteiligungen kam.
Am Ende der Tabelle kämpften die Niederlande, Schweden, Tschechien, Spanien und die Türkei gegen den Abstieg, wobei die Türkei, die Niederlande und Tschechien das Nachsehen hatten. Der Aufstieg aus Liga 1 in die Superleague gelang Norwegen, Belarus und Finnland.
Auch in den drei unteren Ligen kam es durch Dopingsünder zu nachträglichen Verschiebungen. In Liga 1 gewann am Ende Norwegen vor dem zunächst siegreichen Team aus Belarus. Bei den Auf- und Abstiegsrängen allerdings gab es auch in diesen Ligen keine Mannschaften, die ungerechterweise hätten absteigen müssen oder durch einen verpassten Aufstieg benachteiligt gewesen wären.

## Deutsche Mannschaft
Der Deutsche Leichtathletik-Verband (DLV) hatte 50 Athleten (25 Frauen und 25 Männer) nominiert. Das deutsche Team startete in der Superliga und verteidigte seinen 2013 in Gateshead errungenen Titel erfolgreich.

## Doping
Folgende fünfzehn nachträgliche Disqualifikationen durch zehn russische, zwei türkische Sportler sowie jeweils einen Athleten aus Frankreich, den Niederlanden und der Ukraine waren aufgrund von Dopingbetrug in sechzehn Disziplinen zu verzeichnen:
- Maxim Dyldin, Russland – 4-mal-400-Meter-Staffel, zunächst Rang eins. Er wurde vom Internationalen Sportgerichtshofs CAS wegen eines verpassten Dopingtests vom 6. Januar 2017 an für vier Jahre gesperrt. Unter anderem sein hier in Braunschweig mit seiner Staffel erzieltes Resultat wurde annulliert.[2][3]
- Andrei Silnow, Russland – Hochsprung, zunächst Rang zwei. Ende März 2020 teilte die unabhängige Integritätskommission AIU des Weltleichtathletikverbandes World Athletics mit, dass sie auf der Grundlage von Belegen aus dem McLaren-Report ein Verfahren gegen Silnow eingeleitet habe.[4] 2021 wurde er vom Internationalen Sportgerichtshof CAS für vier Jahre bis zum 6. April 2025 gesperrt. Außerdem wurden alle Ergebnisse ab dem 8. Juli 2013 gestrichen.[5]
- Rutger Koppelaar, Niederlande – Stabhochsprung. Am 31. Mai 2014 wurde er bei einem Wettkampf in Soest positiv auf die verbotene Substanz Testosteron getestet. Der Athlet bestritt eine Absicht, wurde jedoch nach positiver B-Probe vom Niederländischen Leichtathletik-Verband rückwirkend für zwei Jahre bis zum 17. Juli 2016 gesperrt. Seine seit der positiven Probe bis zum Ende der Sperre erzielten Resultate wurden ihm aberkannt.[6] Nach Ablauf seiner Sperre trat Koppelaar für Belgien an.
- Sergei Litwinow, Russland – Hammerwurf, zunächst Rang eins. Eine am 14. Juli 2012 von ihm genommene Dopingprobe war positiv, was ihm eine zweijährige Wettkampfsperre einbrachte. Seine seit der positiven Probe bis 25. Februar 2016 erzielten Resultate wurden annulliert.[7]
- Quentin Bigot, Frankreich – Hammerwurf. Seine gleich im Anschluss an den Wettbewerb genommene Dopingprobe enthielt das anabole Steroid Stanozolol. Der französische Leichtathletikverband verhängte daraufhin eine Sperre von vier Jahren, die zur Hälfte auf Bewährung ausgesetzt wurde. Sein hier erzieltes Resultat wurde ihm aberkannt.[8]
- Jelena Korobkina, Russland – 3000-Meter-Lauf, zunächst Zweite. In einem russischen Labor wurde festgestellt, dass die Athletin gegen die Antidopingbestimmungen verstoßen hatte. Sie wurde für vier Jahre gesperrt. Außerdem wurden alle ihre vom 2. Juli 2013 bis zum 24. Juli 2016 erzielten Resultate gestrichen.[9]
- Svitlana Shmidt, Ukraine – 3000-Meter-Lauf. Bei nachträglichen Tests wurden verbotene Substanzen in der Probe der Athletin vom 8. März 2012 gefunden. Sie wurde mit einer vierjährigen Sperre bestraft, die am 16. März 2019 endete. Ihre seit dem positiven Befund bis zum Ende ihrer Sperre erzielten Ergebnisse wurden annulliert.[10]
- Gamze Bulut, Türkei – 5000-Meter-Lauf, zunächst Rang zwei. Die Athletin wurde Ende März 2017 wegen Unregelmäßigkeiten in ihrem Biologischen Pass vom Weltleichtathletikverband bis zum 29. Mai 2020 gesperrt. Ihre seit Juli 2011 bis zum Ende der Sperre erzielten Ergebnisse wurden ihr aberkannt.[11]
- Julija Kondakowa, Russland – 100-Meter-Hürdenlauf, zunächst Rang drei. Die Athletin wurde zusammen mit elf weiteren russischen Leichtathleten im Jahr 2018 wegen Verstoßes gegen die Antidopingbestimmungen, begangen bei den Olympischen Spielen 2012, sanktioniert. Unter anderem ihr hier erzieltes Resultat wurde annulliert. Außerdem wurde sie für zwei Jahre und neun Monate gesperrt.[12]
- Irina Dawydowa (spätere Irina Kolesnitschenko), Russland – 400-Meter-Hürdenlauf, zunächst Dritte / 4-mal-400-Meter-Staffel, zunächst Platz elf. Bei neuen Auswertungen von Nachtests ihrer Dopingproben von den Olympischen Spielen 2012 wurde auch ihr der Einsatz verbotener Mittel nachgewiesen. Ihre vom 20. Juni 2012 bis 30. Juni 2015 erzielten Resultate wurden annulliert und sie erhielt darüber hinaus eine zweijährige Sperre beginnend mit dem 17. Januar 2022.[13]
- Meliz Redif Türkei – 4-mal-400-Meter-Staffel, zunächst Platz elf. Sie war gemeinsam mit zahlreichen weiteren Athleten in den türkischen Dopingskandal verstrickt. Ihr wurden für den 26. Juni 2012 Irregularitäten in ihrem Biologischen Pass nachgewiesen. Daraufhin wurde sie mit einer dreijährigen Sperre sanktioniert. Unter anderem ihr hier mit der Staffel erzieltes Resultat wurde gestrichen.[14]
- Olga Kutscherenko Russland – Weitsprung, zunächst Sechste. Ihr wurde bei Nachkontrollen der Dopingproben von den Weltmeisterschaften 2011 der Einsatz einer verbotenen Substanz nachgewiesen. Sie erhielt eine Sperre von zwei Jahren bis zum 18. Dezember 2018 und unter anderem ihr hier erzieltes Ergebnis wurde annulliert.[15]
- Irina Tarassowa Russland – Kugelstoßen, zunächst Platz zwei. Sie wurde im Anschluss an den Nachweis der Verwendung einer verbotenen Substanz vom 9. Juli 2022 an für zwei Jahre gesperrt. Alle zwischen dem 4. Juli 2012 und 12. Juli 2016 erzielten Resultate wurden ihr aberkannt.[16]
- Jekaterina Strokowa Russland – Diskuswurf, zunächst Platz drei. Aus den Unterlagen und Belegen aus dem McLaren-Report ging hervor, dass die Athletin unerlaubte Mittel eingesetzt hatte. Beginnend am 11. Januar 2022 wurde sie für vier Jahre gesperrt. Ihre vom 20. Juni 2012 bis 11. Januar 2023 erzielten Ergebnisse wurden annulliert.[17]
- Anna Bulgakowa Russland – Hammerwurf, zunächst Platz drei. Bei Nachkontrollen der Dopingtests von den Weltmeisterschaften 2013 im Jahr 2017 stellten sich die Proben der Athletin als positiv heraus und sie erhielt eine Wettkampfsperre von zwei Jahren. Ihre vom 16. August 2013 bis 15. August 2015 erzielten Ergebnisse wurden gestrichen.[18] Nach einem weiteren positiven Befund der Proben von den Olympischen Spielen 2012 erhöhte sich die Sperre der Sportlerin um zwei zusätzliche Jahre.[19]

## Ergebnisse 1. bis 3.Liga
| Länderwertungen (Endstand nach jeweils 40 Entscheidungen) | Länderwertungen (Endstand nach jeweils 40 Entscheidungen) | Länderwertungen (Endstand nach jeweils 40 Entscheidungen) | Länderwertungen (Endstand nach jeweils 40 Entscheidungen) | Länderwertungen (Endstand nach jeweils 40 Entscheidungen) | Länderwertungen (Endstand nach jeweils 40 Entscheidungen) | Länderwertungen (Endstand nach jeweils 40 Entscheidungen) | Länderwertungen (Endstand nach jeweils 40 Entscheidungen) | Länderwertungen (Endstand nach jeweils 40 Entscheidungen) |
| Liga 1 in Dublin (IRL)                                    | Liga 1 in Dublin (IRL)                                    | Liga 1 in Dublin (IRL)                                    | Liga 2 in Kaunas (LTU)                                    | Liga 2 in Kaunas (LTU)                                    | Liga 2 in Kaunas (LTU)                                    | Liga 3 in Banská Bystrica (SVK)                           | Liga 3 in Banská Bystrica (SVK)                           | Liga 3 in Banská Bystrica (SVK)                           |
| Platz                                                     | Land                                                      | Punkte                                                    | Platz                                                     | Land                                                      | Punkte                                                    | Platz                                                     | Land                                                      | Punkte                                                    |
| --------------------------------------------------------- | --------------------------------------------------------- | --------------------------------------------------------- | --------------------------------------------------------- | --------------------------------------------------------- | --------------------------------------------------------- | --------------------------------------------------------- | --------------------------------------------------------- | --------------------------------------------------------- |
| 01                                                        | Norwegen                                                  | 302,0                                                     | 1                                                         | Schweiz                                                   | 210,0                                                     | 01                                                        | Zypern                                                    | 497,5                                                     |
| 02                                                        | Belarus                                                   | 293,5                                                     | 2                                                         | Lettland                                                  | 206,5                                                     | 02                                                        | Island                                                    | 488,0                                                     |
| 03                                                        | Finnland                                                  | 292,5                                                     | 3                                                         | Bulgarien                                                 | 191,0                                                     | 03                                                        | Israel                                                    | 470,5                                                     |
| 04                                                        | Rumänien                                                  | 283,5                                                     | 4                                                         | Serbien                                                   | 185,0                                                     | 04                                                        | Moldau                                                    | 442,0                                                     |
| 05                                                        | Griechenland                                              | 277,5                                                     | 5                                                         | Dänemark                                                  | 173,0                                                     | 05                                                        | Aserbaidschan                                             | 361,0                                                     |
| 06                                                        | Estland                                                   | 277,5                                                     | 6                                                         | Kroatien                                                  | 168,0                                                     | 06                                                        | Luxemburg                                                 | 357,0                                                     |
| 07                                                        | Irland                                                    | 255,5                                                     | 7                                                         | Slowakei                                                  | 157,5                                                     | 07                                                        | Georgien                                                  | 334,5                                                     |
| 08                                                        | Portugal                                                  | 252,5                                                     | 8                                                         | Österreich                                                | 144,0                                                     | 08                                                        | Bosnien und Herzegowina                                   | 323,0                                                     |
| 09                                                        | Belgien                                                   | 252,0                                                     |                                                           |                                                           |                                                           | 09                                                        | Montenegro                                                | 279,0                                                     |
| 10                                                        | Litauen                                                   | 228,0                                                     |                                                           |                                                           |                                                           | 10                                                        | Malta                                                     | 258,0                                                     |
| 11                                                        | Slowenien                                                 | 199,5                                                     |                                                           |                                                           |                                                           | 11                                                        | Armenien                                                  | 248,0                                                     |
| 12                                                        | Ungarn                                                    | 193,0                                                     |                                                           |                                                           |                                                           | 12                                                        | Albanien                                                  | 164,0                                                     |
|                                                           |                                                           |                                                           |                                                           |                                                           |                                                           | 13                                                        | Nordmazedonien                                            | 163,5                                                     |
|                                                           |                                                           |                                                           |                                                           |                                                           |                                                           | 14                                                        | AASSE                                                     | 150,0                                                     |
|                                                           |                                                           |                                                           |                                                           |                                                           |                                                           | 15                                                        | Andorra                                                   | 127,0                                                     |

 qualifiziert für die nächsthöhere Liga der kommenden Team-EM

 abgestiegen in die nächstniedrigere Liga der kommenden Team-EM

## Legende
Kurze Übersicht zur Bedeutung der Symbolik – so üblicherweise auch in sonstigen Veröffentlichungen verwendet:
| DSQ | disqualifiziert                       |
| DOP | wegen Dopingvergehens disqualifiziert |
| NMH | keine Höhe (No Mark)                  |
| ogV | ohne gültigen Versuch                 |

## Superliga: Resultate der Einzeldisziplinen

### Männer

#### 100 m

##### Lauf 1
| Platz | Athlet                | Land | Zeit (s) |
| ----- | --------------------- | ---- | -------- |
| 1 (1) | Jimmy Vicaut          | FRA  | 10,03    |
| 2 (2) | Daniel Talbot         | GBR  | 10,30    |
| 3 (3) | Ramil Guliyev         | TUR  | 10,37    |
| 4 (4) | Witalij Korsch        | UKR  | 10,45    |
| 5 (5) | Ángel David Rodríguez | ESP  | 10,46    |
| 6 (9) | Martin Keller         | GER  | 10,49    |

In Klammern: Platzierung in der Gesamtwertung aus beiden Läufen
Datum: 21. Juni
Wind: +0,7 m/s

##### Lauf 2
| Platz  | Athlet              | Land | Zeit (s) |
| ------ | ------------------- | ---- | -------- |
| 1 (05) | Giovanni Codrington | NED  | 10,46    |
| 2 (07) | Karol Zalewski      | POL  | 10,47    |
| 3 (08) | Delmas Obou         | ITA  | 10,48    |
| 4 (10) | Jan Veleba          | CZE  | 10,53    |
| 5 (11) | Michail Idrisow     | RUS  | 10,54    |
| 6 (12) | Odain Rose          | SWE  | 10,56    |

In Klammern: Platzierung in der Gesamtwertung aus beiden Läufen
Datum: 21. Juni
Wind: −0,3 m/s

#### 200 m

##### Lauf 1
| Platz | Athlet           | Land | Zeit (s) |
| ----- | ---------------- | ---- | -------- |
| 1 (1) | Karol Zalewski   | POL  | 20,56    |
| 2 (2) | Ramil Guliyev    | TUR  | 20,57    |
| 3 (3) | James Ellington  | GBR  | 20,60    |
| 4 (4) | Serhij Smelyk    | UKR  | 20,60    |
| 5 (5) | Julian Reus      | GER  | 20,81    |
| DSQ   | Churandy Martina | NED  |          |

In Klammern: Platzierung in der Gesamtwertung aus beiden Läufen
Datum: 22. Juni
Wind: +2,0 m/s

##### Lauf 2
| Platz  | Athlet             | Land | Zeit (s) |
| ------ | ------------------ | ---- | -------- |
| 1 (06) | Diego Marani       | ITA  | 21,02    |
| 2 (07) | Alexander Brorsson | SWE  | 21,15    |
| 3 (08) | Alexander Kjutte   | RUS  | 21,39    |
| 4 (09) | Jan Veleba         | CZE  | 21,44    |
| 5 (10) | Iván Jesús Ramos   | ESP  | 21,72    |
| DSQ    | Ben Bassaw         | FRA  |          |

In Klammern: Platzierung in der Gesamtwertung aus beiden Läufen
Datum: 22. Juni
Wind: +1,2 m/s

#### 400 m

##### Lauf 1
| Platz | Athlet         | Land | Zeit (s) |
| ----- | -------------- | ---- | -------- |
| 1 (1) | Mame-Ibra Anne | FRA  | 45,71    |
| 2 (2) | Pawel Iwaschko | RUS  | 45,95    |
| 3 (3) | Daniel Awde    | GBR  | 46,10    |
| 4 (4) | Rafał Omelko   | POL  | 46,21    |
| 5 (5) | Matteo Galvan  | ITA  | 46,28    |
| 6 (6) | Kamghe Gaba    | GER  | 46,58    |

In Klammern: Platzierung in der Gesamtwertung aus beiden Läufen
Datum: 21. Juni

##### Lauf 2
| Platz  | Athlet         | Land | Zeit (s) |
| ------ | -------------- | ---- | -------- |
| 1 (07) | Terrence Agard | NED  | 46,68    |
| 2 (08) | Yavuz Can      | TUR  | 46,90    |
| 3 (09) | Jewhen Huzol   | UKR  | 47,06    |
| 4 (10) | Axel Bergrahm  | SWE  | 47,39    |
| 5 (11) | Jan Tesař      | CZE  | 47,46    |
| 6 (12) | Mark Ujakpor   | ESP  | 48,00    |

In Klammern: Platzierung in der Gesamtwertung aus beiden Läufen
Datum: 21. Juni

#### 800 m
| Platz | Athlet                | Land | Zeit (min) |
| ----- | --------------------- | ---- | ---------- |
| 01    | Timo Benitz           | GER  | 1:46,24    |
| 02    | Adam Kszczot          | POL  | 1:46,36    |
| 03    | Giordano Benedetti    | ITA  | 1:46,45    |
| 04    | Pierre-Ambroise Bosse | FRA  | 1:46,49    |
| 05    | Kevin López           | ESP  | 1:47,26    |
| 06    | Thijmen Kupers        | NED  | 1:47,29    |
| 07    | Jan Kubista           | CZE  | 1:48,01    |
| 08    | Johan Rogestedt       | SWE  | 1:48,72    |
| 09    | Oleh Kajafa           | UKR  | 1:48,81    |
| 10    | Stepan Poistogow      | RUS  | 1:49,08    |
| 11    | Mukhtar Mohammed      | GBR  | 1:50,27    |
| 12    | İlham Tanui Özbilen   | TUR  | 1:56,34    |

Datum: 22. Juni

#### 1500 m
| Platz | Athlet                | Land | Zeit (min) |
| ----- | --------------------- | ---- | ---------- |
| 01    | Jakub Holuša          | CZE  | 3:37,74    |
| 02    | Homiyu Tesfaye        | GER  | 3:38,10    |
| 03    | Marcin Lewandowski    | POL  | 3:38,19    |
| 04    | Florian Carvalho      | FRA  | 3:38,59    |
| 05    | Charlie Da’Vall Grice | GBR  | 3:38,63    |
| 06    | İlham Tanui Özbilen   | TUR  | 3:38,67    |
| 07    | Oleksandr Osmolovych  | UKR  | 3:39,83    |
| 08    | Álvaro Rodríguez      | ESP  | 3:44,22    |
| 09    | Johan Rogestedt       | SWE  | 3:45,22    |
| 10    | Walentin Smirnow      | RUS  | 3:46,25    |
| 11    | René Stokvis          | NED  | 3:48,15    |
| 12    | Mohad Abdikadar       | ITA  | 3:55,69    |

Datum: 21. Juni

#### 3000 m
| Platz | Athlet             | Land | Zeit (min) |
| ----- | ------------------ | ---- | ---------- |
| 01    | Richard Ringer     | GER  | 7:50,99    |
| 02    | Jakub Holuša       | CZE  | 7:51,43    |
| 03    | Antonio Abadia     | ESP  | 7:52,22    |
| 04    | Jonathan Mellor    | GBR  | 7:52,47    |
| 05    | Yohan Durand       | FRA  | 7:52,69    |
| 06    | Dennis Licht       | NED  | 7:54,91    |
| 07    | Stefano La Rosa    | ITA  | 7:55,75    |
| 08    | Ali Kaya           | TUR  | 8:00,00    |
| 09    | Oleksandr Borysyuk | UKR  | 8:02,39    |
| 10    | Mateusz Demczyszak | POL  | 8:05,49    |
| 11    | Jegor Nikolajew    | RUS  | 8:07,36    |
| 12    | Elmar Engholm      | SWE  | 8:34,40    |

Datum: 22. Juni

#### 5000 m
| 01 | Arne Gabius         | GER | 13:55,89 |
| 02 | Jesús España        | ESP | 13:56,00 |
| 03 | Ali Kaya            | TUR | 13:56,64 |
| 04 | Jewgeni Rybakow     | RUS | 13:57,54 |
| 05 | Łukasz Parszczyński | POL | 13:58,29 |
| 06 | Luke Caldwell       | GBR | 13:59,25 |
| 07 | Yassine Mandour     | FRA | 14:00,46 |
| 08 | Tom Wiggers         | NED | 14:01,04 |
| 09 | Mikael Ekvall       | SWE | 14:07,24 |
| 10 | Jamel Chatbi        | ITA | 14:28,89 |
| 11 | Oleksandr Borysyuk  | UKR | 14:48,28 |
| 12 | Lukáš Kourek        | CZE | 14:52,83 |

Datum: 21. Juni

#### 110 m Hürden

##### Lauf 1
| Platz | Athlet                  | Land | Zeit (s) |
| ----- | ----------------------- | ---- | -------- |
| 1 (1) | Sergei Schubenkow       | RUS  | 13,20    |
| 2 (2) | William Sharman         | GBR  | 13,21    |
| 3 (3) | Pascal Martinot-Lagarde | FRA  | 13,35    |
| 4 (4) | Matthias Bühler         | GER  | 13,67    |
| 5 (6) | Koen Smet               | NED  | 13,78    |
| 6 (7) | Dominik Bochenek        | POL  | 13,89    |

In Klammern: Platzierung in der Gesamtwertung aus beiden Läufen
Datum: 22. Juni
Wind: +1,0 m/s

##### Lauf 2
| Platz  | Athlet                 | Land | Zeit (s) |
| ------ | ---------------------- | ---- | -------- |
| 1 (05) | Philip Nossmy          | SWE  | 13,77    |
| 2 (08) | Francisco Javier López | ESP  | 13,91    |
| 3 (09) | Hassane Fofana         | ITA  | 13,97    |
| 4 (10) | Artem Schamatryn       | UKR  | 14,21    |
| 5 (11) | Jan Ján                | CZE  | 14,23    |
| 6 (12) | Mustafa Güneş          | TUR  | 14,24    |

In Klammern: Platzierung in der Gesamtwertung aus beiden Läufen
Datum: 22. Juni
Wind: −1,1 m/s

#### 400 m Hürden

##### Lauf 1
| Platz | Athlet               | Land | Zeit (s) |
| ----- | -------------------- | ---- | -------- |
| 1 (1) | Denis Kudrjawzew     | RUS  | 49,38    |
| 2 (2) | Silvio Schirrmeister | GER  | 49,80    |
| 3 (3) | Richard Yates        | GBR  | 50,11    |
| 4 (4) | Yoan Décimus         | FRA  | 50,50    |
| 5 (6) | Leonardo Capotosti   | ITA  | 50,72    |
| 6 (9) | Michal Brož          | CZE  | 51,75    |

In Klammern: Platzierung in der Gesamtwertung aus beiden Läufen
Datum: 21. Juni

##### Lauf 2
| Platz  | Athlet               | Land | Zeit (s) |
| ------ | -------------------- | ---- | -------- |
| 1 (05) | Robert Bryliński     | POL  | 50,64    |
| 2 (07) | Denys Netschyporenko | UKR  | 51,55    |
| 3 (08) | Jesper Arts          | NED  | 51,58    |
| 4 (10) | Oliver Åstrand       | SWE  | 52,60    |
| 5 (11) | Diego Cabello        | ESP  | 53,22    |
| 6 (12) | Mehmet Güzel         | TUR  | 53,64    |

In Klammern: Platzierung in der Gesamtwertung aus beiden Läufen
Datum: 21. Juni

#### 3000 m Hindernis
| Platz | Athlet             | Land | Zeit (min) |
| ----- | ------------------ | ---- | ---------- |
| 01    | Yoann Kowal        | FRA  | 8:25,50    |
| 02    | Martin Grau        | GER  | 8:29,16    |
| 03    | Nikolai Chawkin    | RUS  | 8:30,61    |
| 04    | Yuri Floriani      | ITA  | 8:36,18    |
| 05    | Luke Gunn          | GBR  | 8:36,45    |
| 06    | Wadym Slobodenjuk  | UKR  | 8:37,12    |
| 07    | Krystian Zalewski  | POL  | 8:37,55    |
| 08    | Daniel Lundgren    | SWE  | 8:38,80    |
| 09    | Víctor García      | ESP  | 8:40,40    |
| 10    | Tarık Langat Akdağ | TUR  | 8:44,60    |
| 11    | Milan Kocourek     | CZE  | 8:47,62    |
| 12    | Richard Douma      | NED  | 9:02,66    |

Datum: 22. Juni

#### 4 × 100 m Staffel

##### Lauf 1
| Platz  | Besetzung      | Land                                                                    | Zeit (s) |
| ------ | -------------- | ----------------------------------------------------------------------- | -------- |
| 1 (01) | Großbritannien | Richard Kilty Harry Aikines-Aryeetey James Ellington Adam Gemili        | 38,51    |
| 2 (02) | Deutschland    | Christian Blum Sven Knipphals Alexander Kosenkow Julian Reus            | 38,88    |
| 3 06   | Ukraine        | Roman Krawzow Serhij Smelyk Witalij Korsch Wolodymyr Suprun             | 39,24    |
| 4 (07) | Schweden       | Tom Kling-Baptiste Stefan Tärnhuvud Alexander Brorsson Patrik Andersson | 39,33    |
| 5 (09) | Spanien        | Eduard Viles Sergio Ruiz Adrià Burriel Ángel David Rodríguez            | 39,85    |
| 6 (11) | Türkei         | Aykut Ay Izzet Safer Fatih Aktaş Ramil Guliyev                          | 40,25    |

In Klammern: Platzierung in der Gesamtwertung aus beiden Läufen
Datum: 21. Juni

##### Lauf 2
| Platz  | Besetzung   | Land                                                                      | Zeit (s) |
| ------ | ----------- | ------------------------------------------------------------------------- | -------- |
| 1 (03) | Italien     | Massimiliano Ferraro Eseosa Desalu Diego Marani Delmas Obou               | 39,06    |
| 2 (04) | Niederlande | Giovanni, Codrington Churandy Martina Wouter Brus Hensley Paulina         | 39,12    |
| 3 (05) | Polen       | Robert Kubaczyk Artur Zaczek Kamil Masztak Karol Zalewski                 | 39,15    |
| 4 (08) | Russland    | Alexander Brednew Konstantin Petrjaschow Maxim Polowinkin Michail Idrisow | 39,35    |
| 5 (10) | Tschechien  | Jan Veleba Lukáš Šťastný Jan Jirka Michal Desenský                        | 39,96    |
| DSQ    | Frankreich  | Pierre Vincent Ken Romain Jeffrey John Ben Bassaw                         |          |

In Klammern: Platzierung in der Gesamtwertung aus beiden Läufen
Datum: 21. Juni

#### 4 × 400 m Staffel

##### Lauf 1
| Platz | Besetzung      | Land                                                             | Zeit (min) |
| ----- | -------------- | ---------------------------------------------------------------- | ---------- |
| 1 (1) | Frankreich     | Mame-Ibra Anne Teddy Atine-Venel Marc Macédot Thomas Jordier     | 3:03,05    |
| 2 (2) | Deutschland    | Miguel Rigau Kamghe Gaba David Gollnow Thomas Schneider          | 3:03,18    |
| 3 (3) | Großbritannien | Andrew Steele Rory Evans Rabah Yousif Jarryd Dunn                | 3:03,44    |
| 4 (4) | Polen          | Łukasz Krawczuk Andrzej Jaros Mateusz Fórmanski Rafał Omelko     | 3:03,93    |
| 5 (7) | Ukraine        | Oleksij Posdnjakow Jewhen Huzol Dmytro Bikulov Volodymyr Burakov | 3:07,00    |
| DOP   | Russland       | Maxim Dyldin Lew Mossin Pawel Trenichin Wladimir Krasnow         | 3:02,68    |

In Klammern: Platzierung in der Gesamtwertung aus beiden Läufen
Datum: 22. Juni
Die zunächst siegreiche russische Staffel wurde nachträglich disqualifiziert, weil ihr Startläufer Maxim Dyldin vom Internationalen Sportgerichtshofs CAS wegen eines verpassten Dopingtests vom 6. Januar 2017 an für vier Jahre gesperrt wurde. Unter anderem sein hier in Braunschweig erzieltes Resultat mit seiner Staffel wurde annulliert.

##### Lauf 2
| Platz | Besetzung   | Land                                                        | Zeit (min) |
| ----- | ----------- | ----------------------------------------------------------- | ---------- |
| 1 (5) | Niederlande | Bjorn Blauwhof Jürgen Wielart Bram Peters Terrence Agard    | 3:06,56    |
| 2 (7) | Spanien     | Mark Ujakpor Samuel García Lucas Búa Julio Arenas           | 3:07,01    |
| 3 (8) | Türkei      | Buğrahan Kocabeyoğlu Halit Kılıç Batuhan Altıntaş Yavuz Can | 3:08,25    |
| 4 (9) | Schweden    | Felix Francois Axel Bergrahm Oliver Åstrand Erik Martinsson | 3:10,12    |
| DSQ   | Italien     | Davide Re Isalbet Juarez Lorenzo Valentini Matteo Galvan    |            |
| DSQ   | Tschechien  | Patrik Šorm Daniel Němeček Michal Desenský Jan Tesař        |            |

In Klammern: Platzierung in der Gesamtwertung aus beiden Läufen
Datum: 22. Juni

#### Hochsprung
| Platz | Athlet              | Land | Höhe (m) |
| ----- | ------------------- | ---- | -------- |
| 01    | Andrij Prozenko     | UKR  | 2,30     |
| 02    | Jaroslav Bába       | CZE  | 2,26     |
| 03    | Marco Fassinotti    | ITA  | 2,19     |
| 04    | Chris Baker         | GBR  | 2,19     |
| 04    | Wojciech Theiner    | POL  | 2,19     |
| 06    | Florian Labourel    | FRA  | 2,15     |
| 07    | Emil Svensson       | SWE  | 2,15     |
| 08    | Martin Günther      | GER  | 2,15     |
| 09    | Douwe Amels         | NED  | 2,15     |
| 10    | Serhat Birinci      | TUR  | 2,10     |
| 11    | Miguel Ángel Sancho | ESP  | 2,10     |
| DOP   | Andrei Silnow       | RUS  | 2,28     |

Datum: 21. Juni
Gegen den zunächst zweitplatzierten Russen Andrei Silnow wurde Ende März 2020 durch die unabhängige Integritätskommission AIU des Weltleichtathletikverbandes World Athletics auf der Grundlage des McLaren-Reports ein Verfahren eingeleitet. 2021 wurde er vom Internationalen Sportgerichtshof CAS für vier Jahre bis zum 6. April 2025 gesperrt. Außerdem wurden alle Ergebnisse ab dem 8. Juli 2013 gestrichen.

#### Stabhochsprung
| Platz | Athlet                 | Land | Höhe (m) |
| ----- | ---------------------- | ---- | -------- |
| 01    | Renaud Lavillenie      | FRA  | 5,62     |
| 02    | Alexander Gripitsch    | RUS  | 5,62     |
| 02    | Jan Kudlička           | CZE  | 5,62     |
| 04    | Tobias Scherbarth      | GER  | 5,52     |
| 05    | Piotr Lisek            | POL  | 5,42     |
| 06    | Didac Salas            | ESP  | 5,22     |
| 07    | Wladyslaw Rewenko      | UKR  | 5,22     |
| 08    | Giuseppe Gibilisco     | ITA  | 5,22     |
| NMH   | Steven Lewis           | GBR  | ogV      |
| NMH   | Ümit Sungur            | TUR  | ogV      |
| NMH   | Melker Svärd Jacobsson | SWE  | ogV      |
| DOP   | Rutger Koppelaar       | NED  |          |

Datum: 22. Juni
Der Niederländer Rutger Koppelaar wurde am 31. Mai 2014 bei einem Wettkampf in Soest positiv auf die verbotene Substanz Testosteron getestet. Der Athlet bestritt eine Absicht, wurde jedoch nach positiver B-Probe vom Niederländischen Leichtathletik-Verband rückwirkend für zwei Jahre bis zum 17. Juli 2016 gesperrt. Seine seit der positiven Probe bis zum Ende der Sperre erzielten Resultate wurden ihm aberkannt.

#### Weitsprung
| Platz | Athlet               | Land | Weite (m) |
| ----- | -------------------- | ---- | --------- |
| 01    | Christian Reif       | GER  | 8,13      |
| 02    | Greg Rutherford      | GBR  | 7,99      |
| 03    | Eusebio Cáceres      | ESP  | 7,97      |
| 04    | Tomasz Jaszczuk      | POL  | 7,95      |
| 05    | Michel Tornéus       | SWE  | 7,88      |
| 06    | Pawel Schalin        | RUS  | 7,79      |
| 07    | Ignisious Gaisah     | NED  | 7,77      |
| 08    | Radek Juška          | CZE  | 7,76      |
| 09    | Salim Sdiri          | FRA  | 7,72      |
| 10    | Artem Shpitko        | UKR  | 7,71      |
| 11    | Alper Kulaksız       | TUR  | 7,53      |
| 12    | Stefano Tremigliozzi | ITA  | 7,24      |

Datum: 21. Juni

#### Dreisprung
| Platz | Athlet           | Land | Weite (m) |
| ----- | ---------------- | ---- | --------- |
| 01    | Alexei Fjodorow  | RUS  | 16,95     |
| 02    | Fabrizio Donato  | ITA  | 16,82     |
| 03    | Wiktor Kusnjezow | UKR  | 16,63     |
| 04    | Phillips Idowu   | GBR  | 16,37     |
| 05    | Adrian Świderski | POL  | 16,25     |
| 06    | Pablo Torrijos   | ESP  | 16,16     |
| 07    | Mattias Ström    | SWE  | 16,13     |
| 08    | Kevin Luron      | FRA  | 15,85     |
| 09    | Musa Tüzen       | TUR  | 15,85     |
| 10    | Andreas Pohle    | GER  | 15,81     |
| 11    | Jiří Vondráček   | CZE  | 15,69     |
| 12    | Sander Hage      | NED  | 15,49     |

Datum: 22. Juni

#### Kugelstoßen
| Platz | Athlet              | Land | Weite (m) |
| ----- | ------------------- | ---- | --------- |
| 01    | David Storl         | GER  | 21,20     |
| 02    | Tomasz Majewski     | POL  | 20,57     |
| 03    | Alexander Lesnoi    | RUS  | 20,24     |
| 04    | Borja Vivas         | ESP  | 20,00     |
| 05    | Leif Arrhenius      | SWE  | 19,63     |
| 06    | Tomáš Staněk        | CZE  | 19,52     |
| 07    | Gaëtan Bucki        | FRA  | 18,15     |
| 08    | Zane Duquemin       | GBR  | 17,94     |
| 09    | Patrick Cronie      | NED  | 17,73     |
| 10    | Hüseyin Atıcı       | TUR  | 17,61     |
| 11    | Daniele Secci       | ITA  | 17,32     |
| 12    | Vladyslav Chernikov | UKR  | 16,25     |

Datum: 21. Juni

#### Diskuswurf
| Platz | Athlet              | Land | Weite (m) |
| ----- | ------------------- | ---- | --------- |
| 01    | Robert Harting      | GER  | 67,42     |
| 02    | Piotr Małachowski   | POL  | 65,35     |
| 03    | Wiktor Butenko      | RUS  | 62,81     |
| 04    | Erik Cadée          | NED  | 62,72     |
| 05    | Mario Pestano       | ESP  | 62,12     |
| 06    | Jan Marcell         | CZE  | 61,91     |
| 07    | Hannes Kirchler     | ITA  | 61,14     |
| 08    | Brett Morse         | GBR  | 60,01     |
| 09    | Oleksiy Semenov     | UKR  | 59,65     |
| 10    | Ercüment Olgundeniz | TUR  | 57,88     |
| 11    | Daniel Stâhl        | SWE  | 57,24     |
| 12    | Stéphane Marthely   | FRA  | 54,62     |

Datum: 22. Juni

#### Hammerwurf
| Platz | Athlet            | Land | Weite (m) |
| ----- | ----------------- | ---- | --------- |
| 01    | Paweł Fajdek      | POL  | 75,26     |
| 02    | Markus Esser      | GER  | 74,90     |
| 03    | Nick Miller       | GBR  | 73,56     |
| 04    | Markus Johansson  | SWE  | 72,70     |
| 05    | Nicola Vizzoni    | ITA  | 71,38     |
| 06    | Yevhen Vynohradov | UKR  | 70,21     |
| 07    | Özkan Baltacı     | TUR  | 69,79     |
| 08    | Lukáš Melich      | CZE  | 69,33     |
| 09    | Javier Cienfuegos | ESP  | 68,61     |
| 10    | Denzel Comentia   | NED  | 63,17     |
| DOP   | Sergei Litwinow   | RUS  | 76,34     |
| DOP   | Quentin Bigot     | FRA  |           |

Datum: 21. Juni
Im Hammerwurf gab es zwei Dopingfälle:
- Der zunächst erstplatzierte Russe Sergei Litwinow war wie schon im Jahr zuvor nach einer positiven Dopingprobe vom 14. Juli 2012 für zwei Jahre gesperrt. Seine seit der positiven Probe bis 25. Februar 2016 erzielten Resultate wurden annulliert.[7]
- Gleich im Anschluss an den Wettbewerb wurde der Franzose Quentin Bigot positiv auf das anabole Steroid Stanozolol getestet. Der französische Leichtathletikverband verhängte daraufhin eine Sperre von vier Jahren, die zur Hälfte auf Bewährung ausgesetzt wurde. Sein hier erzieltes Resultat wurde ihm aberkannt.[8]

#### Speerwurf
| Platz | Athlet             | Land | Weite (m) |
| ----- | ------------------ | ---- | --------- |
| 01    | Andreas Hofmann    | GER  | 86,13     |
| 02    | Dmitri Tarabin     | RUS  | 83,40     |
| 03    | Maksim Bohdan      | UKR  | 80,93     |
| 04    | Norbert Bonvecchio | ITA  | 80,37     |
| 05    | Kim Amb            | SWE  | 80,14     |
| 06    | Fatih Avan         | TUR  | 78,86     |
| 07    | Łukasz Grzeszczuk  | POL  | 78,42     |
| 08    | Petr Frydrych      | CZE  | 77,54     |
| 09    | Lee Doran          | GBR  | 71,29     |
| 10    | Daan Meijer        | NED  | 71,25     |
| 11    | Borja Barbeito     | ESP  | 67,55     |
| 12    | Killian Durechou   | FRA  | 66,17     |

Datum: 22. Juni

### Frauen

#### 100 m

##### Lauf 1
| Platz | Athletin         | Land | Zeit (s) |
| ----- | ---------------- | ---- | -------- |
| 1 (1) | Myriam Soumaré   | FRA  | 11,35    |
| 2 (2) | Jamile Samuel    | NED  | 11,42    |
| 3 (3) | Verena Sailer    | GER  | 11,45    |
| 4 (4) | Chrystyna Stuj   | UKR  | 11,51    |
| 5 (5) | Kateřina Cachová | CZE  | 11,65    |
| 6 (8) | Audrey Alloh     | ITA  | 11,86    |

In Klammern: Platzierung in der Gesamtwertung aus beiden Läufen
Datum: 21. Juni
Wind: −0,9 m/s

##### Lauf 2
| Platz  | Athletin               | Land | Zeit (s) |
| ------ | ---------------------- | ---- | -------- |
| 1 (06) | Rachel Johncock        | GBR  | 11,77    |
| 2 (07) | Daniella Busk          | SWE  | 11,83    |
| 3 (09) | Jekaterina Woronenkowa | RUS  | 11,91    |
| 4 (10) | Weronika Wedler        | POL  | 11,96    |
| 5 (11) | Estela García          | ESP  | 12,09    |
| 6 (12) | Nimet Karakuş          | TUR  | 12,88    |

In Klammern: Platzierung in der Gesamtwertung aus beiden Läufen
Datum: 21. Juni
Wind: −2,9 m/s

#### 200 m

##### Lauf 1
| Platz | Athletin            | Land | Zeit (s) |
| ----- | ------------------- | ---- | -------- |
| 1 (1) | Dafne Schippers     | NED  | 22,74    |
| 2 (2) | Natalija Pohrebnjak | UKR  | 23,13    |
| 3 (3) | Anyika Onuora       | GBR  | 23,24    |
| 4 (4) | Jennifer Galais     | FRA  | 23,35    |
| 5 (5) | Irene Ekelund       | SWE  | 23,55    |
| 6 (7) | Jelisaweta Sawlinis | RUS  | 23,86    |

In Klammern: Platzierung in der Gesamtwertung aus beiden Läufen
Datum: 22. Juni
Wind: +0,4 m/s

##### Lauf 2
| Platz  | Athletin        | Land | Zeit (s) |
| ------ | --------------- | ---- | -------- |
| 1 (06) | Rebekka Haase   | GER  | 23,64    |
| 2 (08) | Weronika Wedler | POL  | 24,03    |
| 3 (09) | Denisa Resolovà | CZE  | 24,04    |
| 4 (10) | Irene Siragusa  | ITA  | 24,08    |
| 5 (11) | Estela García   | ESP  | 24,40    |
| 6 (12) | Sibel Ağan      | TUR  | 25,99    |

In Klammern: Platzierung in der Gesamtwertung aus beiden Läufen
Datum: 22. Juni
Wind: +0,9 m/s

#### 400 m

##### Lauf 1
| Platz | Athletin       | Land | Zeit (s) |
| ----- | -------------- | ---- | -------- |
| 1 (1) | Aljona Tamkowa | RUS  | 51,72    |
| 2 (2) | Esther Cremer  | GER  | 52,23    |
| 3 (3) | Olha Semljak   | UKR  | 52,28    |
| 4 (4) | Libania Grenot | ITA  | 52,46    |
| 5 (5) | Floria Gueï    | FRA  | 52,58    |
| 6 (7) | Shana Cox      | GBR  | 52,91    |

In Klammern: Platzierung in der Gesamtwertung aus beiden Läufen
Datum: 21. Juni

##### Lauf 2
| Platz  | Athletin          | Land | Zeit (s) |
| ------ | ----------------- | ---- | -------- |
| 1 (06) | Aauri Bokesa      | ESP  | 52,71    |
| 2 (08) | Madiea Ghafoor    | NED  | 53,04    |
| 3 (09) | Justyna Święty    | POL  | 54,32    |
| 4 (10) | Lenka Masnà       | CZE  | 54,32    |
| 5 (11) | Josefin Magnusson | SWE  | 54,42    |
| 6 (12) | Birsen Engin      | TUR  | 56,84    |

In Klammern: Platzierung in der Gesamtwertung aus beiden Läufen
Datum: 21. Juni

#### 800 m
| Platz | Athletin             | Land | Zeit (min) |
| ----- | -------------------- | ---- | ---------- |
| 01    | Ekaterina Poistogowa | RUS  | 2:02,65    |
| 02    | Rénelle Lamote       | FRA  | 2:03,36    |
| 03    | Olha Ljachowa        | UKR  | 2:03,39    |
| 04    | Fabienne Kohlmann    | GER  | 2:03,51    |
| 05    | Khadija Rahmouni     | ESP  | 2:03,69    |
| 06    | Angelika Cichocka    | POL  | 2:03,70    |
| 07    | Jenny Meadows        | GBR  | 2:03,97    |
| 08    | Lenka Masnà          | CZE  | 2:04,13    |
| 09    | Lovisa Lindh         | SWE  | 2:04,19    |
| 10    | Marta Milani         | ITA  | 2:04,54    |
| 11    | Sanne Verstegen      | NED  | 2:05,20    |
| 12    | Tuğba Koyuncu        | TUR  | 2:11,87    |

Datum: 21. Juni

#### 1500 m
| Platz | Athletin            | Land | Zeit (min) |
| ----- | ------------------- | ---- | ---------- |
| 01    | Abeba Aregawi       | SWE  | 4:14,20    |
| 02    | Anna Schtschagina   | RUS  | 4:15,04    |
| 03    | Natalija Pryshchepa | UKR  | 4:15,71    |
| 04    | Federica Del Buono  | ITA  | 4:16,01    |
| 05    | Hannah England      | GBR  | 4:16,88    |
| 06    | Danuta Urbanik      | POL  | 4:17,24    |
| 07    | Maureen Koster      | NED  | 4:17,95    |
| 08    | Diana Mezuliáníková | CZE  | 4:18,47    |
| 09    | Isabel Macías       | ESP  | 4:18,54    |
| 10    | Justine Fedronic    | FRA  | 4:19,10    |
| 11    | Elina Sujew         | GER  | 4:20,27    |
| 12    | Özlem Kaya          | TUR  | 4:22,35    |

Datum: 22. Juni

#### 3000 m
| Platz | Athletin           | Land | Zeit (min) |
| ----- | ------------------ | ---- | ---------- |
| 01    | Sifan Hassan       | NED  | 8:45,24    |
| 02    | Nuria Fernández    | ESP  | 8:51,54    |
| 03    | Kristiina Mäki     | CZE  | 8:51,60    |
| 04    | Margherita Magnani | ITA  | 8:51,82    |
| 05    | Renata Pliś        | POL  | 8:52,55    |
| 06    | Clémence Calvin    | FRA  | 8:54,29    |
| 07    | Diana Sujew        | GER  | 8:54,50    |
| 08    | Kate Avery         | GBR  | 8:56,24    |
| 09    | Esma Aydemir       | TUR  | 9:20,77    |
| 10    | Linn Nilsson       | SWE  | 9:22,34    |
| DOP   | Jelena Korobkina   | RUS  | 8:51,00    |
| DOP   | Switlana Schmidt   | UKR  |            |

Datum: 21. Juni
Zwei der zwölf Läuferinnen dieses Rennens waren gedopt:
- In einer Dopingprobe der zunächst zweitplatzierten Russin Jelena Korobkina wurden in einem russischen Labor verbotene Substanzen entdeckt. Die Athletin erhielt eine Sperre von vier Jahren. Außerdem wurden alle ihre vom 2. Juli 2013 bis zum 24. Juli 2016 erzielten Resultate gestrichen.[9]
- Ebenfalls nachträglich disqualifiziert wurde die Ukrainerin Svitlana Shmidt. Bei nachträglichen Tests wurden verbotene Substanzen in ihrer Probe vom 8. März 2012 gefunden. Sie wurde mit einer vierjährigen Sperre bestraft, die am 16. März 2019 endete. Ihre seit dem positiven Befund bis zum Ende ihrer Sperre erzielten Ergebnisse wurden annulliert.[10]

#### 5000 m
| Platz | Athletin            | Land | Zeit (min) |
| ----- | ------------------- | ---- | ---------- |
| 01    | Meraf Bahta         | SWE  | 15:36,36   |
| 02    | Giulia Viola        | ITA  | 15:40,30   |
| 03    | Jip Vastenburg      | NED  | 15:40,74   |
| 04    | Beth Potter         | GBR  | 15:42,22   |
| 05    | Alla Kuljatina      | RUS  | 15:42,80   |
| 06    | Laila Traby         | FRA  | 15:48,23   |
| 07    | Karolina Jarzyńska  | POL  | 15:49,40   |
| 08    | Dolores Checa       | ESP  | 15:51,99   |
| 09    | Sabrina Mockenhaupt | GER  | 15:58,47   |
| 10    | Lucie Sekanová      | CZE  | 16:23,77   |
| 11    | Mariya Hodakivska   | UKR  | 17:02,51   |
| DOP   | Gamze Bulut         | TUR  | 15:37,70   |

Datum: 22. Juni
Die Türkin Gamze Bulut, die zunächst Platz zwei belegt hatte, wurde Ende März 2017 wegen Unregelmäßigkeiten in ihrem Biologischen Pass vom Weltleichtathletikverband bis zum 29. Mai 2020 gesperrt. Ihre seit Juli 2011 bis zum Ende der Sperre erzielten Ergebnisse wurden ihr aberkannt.

#### 100 m Hürden

##### Lauf 1
| Platz | Athletin          | Land | Zeit (s) |
| ----- | ----------------- | ---- | -------- |
| 1 (1) | Cindy Billaud     | FRA  | 12,66    |
| 2 (2) | Nadine Hildebrand | GER  | 12,80    |
| 3 (3) | Hanna Plotizyna   | UKR  | 12,93    |
| 4 (4) | Sharona Bakker    | NED  | 12,95    |
| 5 (8) | Lucie Škrobáková  | CZE  | 13,33    |
| DOP   | Julija Kondakowa  | RUS  | 12,86    |

In Klammern: Platzierung in der Gesamtwertung aus beiden Läufen
Datum: 22. Juni
Wind: +1,8 m/s
Die zunächst drittplatzierte Russin Julija Kondakowa wurde zusammen mit elf weiteren russischen Leichtathleten im Jahr 2018 wegen Verstoßes gegen die Antidopingbestimmungen, begangen bei den Olympischen Spielen 2012, sanktioniert. Unter anderem ihr hier erzieltes Resultat wurde annulliert. Außerdem wurde sie für zwei Jahre und neun Monate gesperrt.

##### Lauf 2
| Platz  | Athletin          | Land | Zeit (s) |
| ------ | ----------------- | ---- | -------- |
| 1 (05) | Karolina Kołeczek | POL  | 13,13    |
| 2 (06) | Marzia Caravelli  | ITA  | 13,13    |
| 3 (07) | Serita Solomon    | GBR  | 13,22    |
| 4 (09) | Elin Westerlund   | SWE  | 13,60    |
| 5 (10) | Teresa Errandonea | ESP  | 13,67    |
| 6 (11) | Sema Apak         | TUR  | 14,25    |

In Klammern: Platzierung in der Gesamtwertung aus beiden Läufen
Datum: 22. Juni
Wind: −0,4 m/s

#### 400 m Hürden

##### Lauf 1
| Platz | Athletin           | Land | Zeit (s) |
| ----- | ------------------ | ---- | -------- |
| 1 (1) | Anna Ryschykowa    | UKR  | 55,00    |
| 2 (2) | Eilidh Child       | GBR  | 55,36    |
| 3 (3) | Denisa Rosolová    | CZE  | 56,10    |
| 4 (4) | Christiane Klopsch | GER  | 56,38    |
| 5 (6) | Yadisleidy Pedroso | ITA  | 56,70    |
| DOP   | Irina Dawydowa     | RUS  | 55,79    |

In Klammern: Platzierung in der Gesamtwertung aus beiden Läufen
Datum: 21. Juni
Der zunächst drittplatzierten Russin Irina Dawydowa, spätere Irina Kolesnitschenko, wurde nach neuen Auswertungen von Nachtests ihrer Dopingproben von den Olympischen Spielen 2012 der Einsatz verbotener Mittel nachgewiesen. Ihre vom 20. Juni 2012 bis 30. Juni 2015 erzielten Resultate wurden annulliert und sie erhielt darüber hinaus eine zweijährige Sperre beginnend mit dem 17. Januar 2022. Von der Annullierung betroffen war neben ihrem Ergebnis über 400 Meter Hürden auch der zunächst erreichte siebte Platz mit der 4-mal-400-Meter-Staffel.

##### Lauf 2
| Platz  | Athletin            | Land | Zeit (s) |
| ------ | ------------------- | ---- | -------- |
| 1 (05) | Joanna Linkiewicz   | POL  | 55,62    |
| 2 (07) | Laura Sotomayor     | ESP  | 57,32    |
| 3 (08) | Phara Anacharsis    | FRA  | 58,22    |
| 4 (09) | Frida Persson       | SWE  | 58,82    |
| 5 (10) | Emel Şanlı-Kırçın   | TUR  | 59,79    |
| 6 (11) | Graciella Woutersen | NED  | 59,98    |

In Klammern: Platzierung in der Gesamtwertung aus beiden Läufen
Datum: 21. Juni

#### 3000 m Hindernis
| Platz | Athlet                | Land | Zeit (min) |
| ----- | --------------------- | ---- | ---------- |
| 01    | Charlotta Fougberg    | SWE  | 09:35,12   |
| 02    | Antje Möldner-Schmidt | GER  | 09:40,21   |
| 03    | Katarzyna Kowalska    | POL  | 09:41,78   |
| 04    | Diana Martín          | ESP  | 09:42,18   |
| 05    | Jekaterina Dosejkina  | RUS  | 09:42,62   |
| 06    | Claire Perraux        | FRA  | 09:49,64   |
| 07    | Lennie Waite          | GBR  | 09:52,45   |
| 08    | Özlem Kaya            | TUR  | 09:58,97   |
| 09    | Valeria Roffino       | ITA  | 10:02,56   |
| 10    | Oksana Rayta          | UKR  | 10:28,43   |
| 11    | Tereza Novotná        | CZE  | 11:12,37   |
| 12    | Jolanda Verstraten    | NED  | 11:19,97   |

Datum: 21. Juni

#### 4 × 100 m Staffel

##### Lauf 1
| Platz | Besetzung      | Land                                                                               | Zeit (s) |
| ----- | -------------- | ---------------------------------------------------------------------------------- | -------- |
| 1 (2) | Frankreich     | Céline Distel-Bonnet Ayodelé Ikuesan Jennifer Galais Stella Akakpo                 | 43,19    |
| 2 (3) | Russland       | Marina Pantelejewa Natalja Russakowa Jelisaweta Sawlinis Julija Tschermoschanskaja | 43,45    |
| 3 (4) | Ukraine        | Natalija Strohowa Natalija Pohrebnjak Chrystyna Stuj Hanna Plotizyna               | 43,49    |
| 4 (5) | Großbritannien | Jodie Williams Anyika Onuora Hayley Jones Louise Bloor                             | 43,66    |
| 5 (6) | Deutschland    | Yasmin Kwadwo Rebekka Haase Tatjana Pinto Verena Sailer                            | 43,78    |
| 6 (7) | Polen          | Anna Kiełbasińska Weronika Wedler Marta Jeschke Ewelina Ptak                       | 43,97    |

In Klammern: Platzierung in der Gesamtwertung aus beiden Läufen
Datum: 21. Juni

##### Lauf 2
| Platz  | Besetzung   | Land                                                              | Zeit (s) |
| ------ | ----------- | ----------------------------------------------------------------- | -------- |
| 1 (01) | Niederlande | Naomi Sedney Dafne Schippers Tessa van Schagen Jamile Samuel      | 42,95    |
| 2 (08) | Italien     | Jessica Paoletta Irene Siragusa Martina Amidei Audrey Alloh       | 44,13    |
| 3 (09) | Tschechien  | Petra Urbánková Jana Slaninová Martina Schmidová Kateřina Cachová | 44,63    |
| 4 (10) | Schweden    | Irene Ekelund Linnea Killander Daniella Busk Pernilla Nilsson     | 44,66    |
| 5 (11) | Türkei      | Yudum İliksiz Sibel Ağan Gizem Demirel Birsen Engin               | 47,93    |
| DSQ    | Spanien     | María Isabel Pérez Fátima Diame Estela García Cristina Lara       |          |

In Klammern: Platzierung in der Gesamtwertung aus beiden Läufen
Datum: 21. Juni

#### 4 × 400 m Staffel

##### Lauf 1
| Platz | Besetzung      | Land                                                                          | Zeit (min) |
| ----- | -------------- | ----------------------------------------------------------------------------- | ---------- |
| 1 (1) | Ukraine        | Daryna Prystupa Anna Ryschykowa Chrystyna Stuj Olha Semljak                   | 3:27,66    |
| 2 (2) | Deutschland    | Esther Cremer Lena Schmidt Lara Hoffmann Ruth Sophia Spelmeyer                | 3:28,34    |
| 3 (3) | Frankreich     | Elea Mariama Diarra Agnès Raharolahy Estelle Perrossier Floria Gueï           | 3:28,35    |
| 4 (4) | Großbritannien | Laura Wake Emily Diamond Seren Bundy-Davies Jodie Williams                    | 3:28,91    |
| 5 (5) | Polen          | Agata Bednarek Małgorzata Hołub-Kowalik Justyna Święty Patrycja Wyciszkiewicz | 3:29,02    |
| 6 (9) | Schweden       | Elin Moraiti Josefin Magnusson Lovisa Lindh Sofia Hellberg-Jonsén             | 3:38,21    |
| DOP   | Russland       | Marija Michailjuk Jekaterina Renschina Irina Dawydowa Olga Towarnowa          | 3:30,36    |

In Klammern: Platzierung in der Gesamtwertung aus beiden Läufen
Datum: 22. Juni
Die zunächst siebtplatzierte Staffel aus Russland wurde später disqualifiziert. Der dritten Läuferin Irina Dawydowa, spätere Irina Kolesnitschenko, wurde nach neuen Auswertungen von Nachtests ihrer Dopingproben von den Olympischen Spielen 2012 der Einsatz verbotener Mittel nachgewiesen. Ihre vom 20. Juni 2012 bis 30. Juni 2015 erzielten Resultate wurden annulliert und sie erhielt darüber hinaus eine zweijährige Sperre beginnend mit dem 17. Januar 2022. Von der Annullierung betroffen war neben ihrem Ergebnis mit der 4-mal-400-Meter-Staffel auch der zunächst erreichte dritte Platz über 400 Meter Hürden.

##### Lauf 2
| Platz | Besetzung   | Land                                                                   | Zeit (min) |
| ----- | ----------- | ---------------------------------------------------------------------- | ---------- |
| 1 (6) | Italien     | Chiara Bazzoni Maria Enrica Spacca Elena Maria Bonfanti Libania Grenot | 3:30,17    |
| 2 (7) | Niederlande | Marit Dopheide Anna Voskamp Nicky van Leuveren Madiea Ghafoor          | 3:32,84    |
| 3 (8) | Tschechien  | Denisa Rosolová Helena Jiranová Zdenka Seidlová Lenka Masná            | 3:35,38    |
| DSQ   | Spanien     | Indira Terrero Aauri Bokesa Begoña Garrido Natalia Romero              |            |
| DOP   | Türkei      | Emel Şanlı-Kırçın Birsen Engin Nihan Karuk Meliz Redif                 | 3:46,17    |

In Klammern: Platzierung in der Gesamtwertung aus beiden Läufen
Datum: 22. Juni
Auch im zweiten Rennen gab es eine dopingbedingte nachträgliche Disqualifikation. Betroffen davon war die türkische Staffel, die zunächst Platz elf belegt hatte. Die Schlussläuferin Meliz Redif war gemeinsam mit zahlreichen weiteren Athleten in den türkischen Dopingskandal verstrickt. Ihr wurden für den 26. Juni 2012 Irregularitäten in ihrem Biologischen Pass nachgewiesen. Daraufhin wurde sie mit einer dreijährigen Sperre sanktioniert. Unter anderem ihr hier mit der Staffel erzieltes Resultat wurde gestrichen.

#### Hochsprung
| Platz | Athletin                   | Land | Höhe (m) |
| ----- | -------------------------- | ---- | -------- |
| 01    | Marija Kutschina           | RUS  | 1,95     |
| 02    | Oksana Okunjewa            | UKR  | 1,95     |
| 03    | Ruth Beitia                | ESP  | 1,90     |
| 03    | Kamila Lićwinko            | POL  | 1,90     |
| 05    | Marie-Laurence Jungfleisch | GER  | 1,87     |
| 06    | Michaela Hrubá             | CZE  | 1,87     |
| 07    | Sietske Noorman            | NED  | 1,83     |
| 07    | Burcu Yüksel               | TUR  | 1,83     |
| 09    | Erika Furlani              | ITA  | 1,83     |
| 10    | My Nordström               | SWE  | 1,83     |
| 11    | Isobel Pooley              | GBR  | 1,83     |
| 12    | Dior Delophont             | FRA  | 1,79     |

Datum: 22. Juni

#### Stabhochsprung
| Platz | Athletin            | Land | Höhe (m) |
| ----- | ------------------- | ---- | -------- |
| 01    | Anschelika Sidorowa | RUS  | 4,65     |
| 02    | Jiřina Svobodá      | CZE  | 4,60     |
| 03    | Katharina Bauer     | GER  | 4,40     |
| 04    | Marion Fiack        | FRA  | 4,35     |
| 05    | Naroa Agirre        | ESP  | 4,25     |
| 06    | Michaela Meijer     | SWE  | 4,25     |
| 07    | Rianna Galiart      | NED  | 4,15     |
| 07    | Sonia Malavisi      | ITA  | 4,15     |
| 09    | Lucy Bryan          | GBR  | 4,00     |
| 10    | Demet Parlak        | TUR  | 3,60     |
| NMH   | Kateryna Kozlova    | UKR  | ogV      |
| NMH   | Anna Rogowska       | POL  | ogV      |

Datum: 21. Juni

#### Weitsprung
| Platz | Athletin               | Land | Weite (m) |
| ----- | ---------------------- | ---- | --------- |
| 01    | Malaika Mihambo        | GER  | 6,90      |
| 02    | Éloyse Lesueur-Aymonin | FRA  | 6,87      |
| 03    | Erica Jarder           | SWE  | 6,67      |
| 04    | Tania Vicenzino        | ITA  | 6,51      |
| 05    | María del Mar Jover    | ESP  | 6,45      |
| 06    | Anna Kornuta           | UKR  | 6,31      |
| 07    | Teresa Dobija          | POL  | 6,30      |
| 08    | Jazmin Sawyers         | GBR  | 6,27      |
| 09    | Nadine Visser          | NED  | 6,23      |
| 10    | Büsra Mutay            | TUR  | 6,15      |
| 11    | Jana Korešová          | CZE  | 6,06      |
| DOP   | Olga Kutscherenko      | RUS  | 6,43      |

Datum: 22. Juni
Der zunächst sechstplatzierten Russin Olga Kutscherenko wurde bei Nachkontrollen der Dopingproben von den Weltmeisterschaften 2011 der Einsatz einer verbotenen Substanz nachgewiesen. Sie erhielt eine Sperre von zwei Jahren bis zum 18. Dezember 2018 und unter anderem ihr hier erzieltes Ergebnis wurde annulliert.

#### Dreisprung
| Platz | Athletin              | Land | Weite (m) |
| ----- | --------------------- | ---- | --------- |
| 01    | Jekaterina Konewa     | RUS  | 14,55     |
| 02    | Olha Saladucha        | UKR  | 14,33     |
| 03    | Jenny Elbe            | GER  | 14,01     |
| 04    | Anna Jagaciak         | POL  | 13,95     |
| 05    | Angelica Ström        | SWE  | 13,43     |
| 06    | Lucie Májková         | CZE  | 13,34     |
| 07    | Yamilé Aldama         | GBR  | 13,31     |
| 08    | Jeanine Assani-Issouf | FRA  | 13,28     |
| 09    | Ana Peleteiro         | ESP  | 13,09     |
| 10    | Simona La Mantia      | ITA  | 13,06     |
| 11    | Sevim Sinmez Serbest  | TUR  | 12,86     |
| 12    | Nora Ritzen           | NED  | 12,58     |

Datum: 21. Juni

#### Kugelstoßen
| Platz | Athletin               | Land | Weite (m) |
| ----- | ---------------------- | ---- | --------- |
| 01    | Christina Schwanitz    | GER  | 19,43     |
| 02    | Chiara Rosa            | ITA  | 17,92     |
| 03    | Olha Holodna           | UKR  | 17,73     |
| 04    | Jessica Cérival        | FRA  | 17,33     |
| 05    | Úrsula Ruiz            | ESP  | 16,84     |
| 06    | Melissa Boekelman      | NED  | 16,79     |
| 07    | Emel Dereli            | TUR  | 16,41     |
| 08    | Agnieszka Maluśkiewicz | POL  | 16,28     |
| 09    | Ronny Roos             | SWE  | 15,68     |
| 10    | Jana Kárníková         | CZE  | 15,63     |
| 11    | Rachel Wallader        | GBR  | 15,56     |
| DOP   | Irina Tarassowa        | RUS  | 18,36     |

Datum: 22. Juni
Die Russin Irina Tarassowa, die zunächst Rang zwei belegt hatte, wurde im Anschluss an den Nachweis der Verwendung einer verbotenen Substanz vom 9. Juli 2022 an für zwei Jahre gesperrt. Alle zwischen dem 4. Juli 2012 und 12. Juli 2016 erzielten Resultate wurden ihr aberkannt.

#### Diskuswurf
| Platz | Athletin             | Land | Weite (m) |
| ----- | -------------------- | ---- | --------- |
| 01    | Mélina Robert-Michon | FRA  | 65,51     |
| 02    | Shanice Craft        | GER  | 65,07     |
| 03    | Żaneta Glanc         | POL  | 60,18     |
| 04    | Natalija Semenowa    | UKR  | 59,14     |
| 05    | Sabina Asenjo        | ESP  | 56,54     |
| 06    | Eliška Staňková      | CZE  | 55,43     |
| 07    | Jade Lally           | GBR  | 53,71     |
| 08    | Sofia Larsson        | SWE  | 51,62     |
| 09    | Valentina Aniballi   | ITA  | 50,91     |
| 10    | Elçin Kaya           | TUR  | 50,10     |
| 11    | Corinne Nugter       | NED  | 48,76     |
| DOP   | Jekaterina Strokowa  | RUS  | 63,97     |

Datum: 21. Juni
Die zunächst drittplatzierte Russin Jekaterina Strokowa hatte laut Unterlagen und Belegen aus dem McLaren-Report unerlaubte Mittel eingesetzt. Beginnend am 11. Januar 2022 wurde sie für vier Jahre gesperrt. Ihre vom 20. Juni 2012 bis 11. Januar 2023 erzielten Ergebnisse wurden annulliert.

#### Hammerwurf
| Platz | Athletin            | Land | Weite (m) |
| ----- | ------------------- | ---- | --------- |
| 01    | Betty Heidler       | GER  | 74,63     |
| 02    | Joanna Fiodorow     | POL  | 72,23     |
| 03    | Sophie Hitchon      | GBR  | 69,23     |
| 04    | Silvia Salis        | ITA  | 67,98     |
| 05    | Tracey Andersson    | SWE  | 67,88     |
| 06    | Berta Castells      | ESP  | 66,71     |
| 07    | Alexandra Tavernier | FRA  | 66,01     |
| 08    | Tereza Králová      | CZE  | 65,41     |
| 09    | Iryna Nowoschylowa  | UKR  | 64,59     |
| 10    | Wendy Koolhaas      | NED  | 58,43     |
| 11    | Zeliha Uzunbilek    | TUR  | 52,10     |
| DOP   | Anna Bulgakowa      | RUS  | 71,83     |

Datum: 22. Juni
Die zunächst drittplatzierte Russin Anna Bulgakowa erhielt eine Wettkampfsperre von zwei Jahren und ihre vom 16. August 2013 bis 15. August 2015 erzielten Ergebnisse wurden gestrichen, nachdem sich ihre Proben im Jahr 2017 bei Nachkontrollen der Dopingtests von den Weltmeisterschaften 2013 als positiv herausgestellt hatten. Nach einem weiteren positiven Befund in den Proben von den Olympischen Spielen 2012 erhöhte sich die Sperre um zwei zusätzliche Jahre.

#### Speerwurf
| Platz | Athletin                | Land | Weite (m) |
| ----- | ----------------------- | ---- | --------- |
| 01    | Barbora Špotáková       | CZE  | 65,57     |
| 02    | Hanna Hazko-Fedussowa   | UKR  | 63,01     |
| 03    | Linda Stahl             | GER  | 61,58     |
| 04    | Wiktorija Sudaruschkina | RUS  | 59,40     |
| 05    | Sofi Slink              | SWE  | 56,51     |
| 06    | Mercedes Chilla         | ESP  | 56,03     |
| 07    | Izzy Jeffs              | GBR  | 52,63     |
| 08    | Barbara Madejczyk       | POL  | 52,32     |
| 09    | Sara Jemai              | ITA  | 52,06     |
| 10    | Lisanne Schol           | NED  | 51,84     |
| 11    | Berivan Şakır           | TUR  | 50,18     |
| 12    | Alexie Alaïs            | FRA  | 47,40     |

Datum: 21. Juni